# 穴果棱脉蕨
穴果棱脉蕨（学名：Schellolepis subauriculata）为水龙骨科棱脉蕨属下的一个种。